# .44 Webley
L'ancienne cartouche de .44 Webley fut popularisée par les revolvers Webley RIC et Webley Bulldog.

## Dimensions
- Diamètre réel de la balle : 11,07 mm
- Longueur de l'étui :  	17,53 mm
- Longueur de la cartouche :	27,94 mm

## Balistique indicative
- Vitesse initiale : 180 m/s.
- Énergie initiale : 216 joules

## Autres noms
- .442 RIC
- .442 Boxer